# Нидероршель
Нидероршель (нем. Niederorschel) — община в Германии, в земле Тюрингия.
Входит в состав района Айхсфельд. Подчиняется управлению Айксфельдер Кессель.  Население составляет 3258 человек (на 31 декабря 2010 года). Занимает площадь 19,54 км².
Коммуна подразделяется на 3 сельских округа.